# ゴードン・オールポート
ゴードン・オールポート（Gordon Willard Allport, 1897年11月11日 - 1967年10月9日）は、アメリカ合衆国インディアナ州パーク郡モンテズマ出身の心理学者。兄フロイド・オルポートも心理学者である。
著作には、『人格の形成―人格心理学のための基礎的考察』 (Becoming: Basic Considerations for a Psychology of Personality) や『個人とその宗教』 (The Individual and his Religion) がある。
オールポートは、パーソナリティの特性論者とみなされており、個人のパーソナリティの中でとりわけ優勢な特性とは何かといった議論を主に展開している。つまるところ、パーソナリティの発達の中で大きな役割を果たしている特性の研究が中心的な関心事である。パーソナリティというものが顕著な力となっていくとき、それはとりわけ基礎特性によるところが大きい。中心的な特性と基礎特性は、環境因子によって大きく左右される。
ハーバード大学にいた時分のオールポートは将来のPh.D候補たちを数多く教え、その中にはスタンレー・ミルグラムもいた。
かつてオールポートが22歳のとき、ウィーンにジークムント・フロイトを訪ねていったことがある。ウィーン到着時、オールポートはフロイトの仕事場までの電車内で出会った潔癖症の子どもの話を、詳しくフロイトに話して聞かせた。この子は、いくら母が大丈夫だからと諭しても、「あの汚いおじさんの隣には座りたくない」と断固として座ろうとしなかったのである。オールポートが話すのをしばらく聞いた後、フロイトは「その少年が君だったということかね？」と尋ねた。オールポートは現実にあった話を話題としたため、フロイトの言葉にかなり気分を害した。意識的なかつ経験的な話であり、セラピーの場でもないはずであるのに、フロイトはその話をオールポートの「無意識」につなげて捉えたのだ。それ以後、オールポートはフロイトの精神分析に信頼を失った。この偶発的事件がオールポートと彼の理論になかなか拭いがたい重荷となり、意識的動機の研究に専念させるような方向に導いた。
オールポートはパーソナリティの研究への貢献に加え、社会心理学でも重要な業績を残している。特に、態度の研究がよく知られている。熱心なキリスト教信者でもあったオールポートは、宗教心理学でもいくつかの業績を残している。これらのテーマについて、著作のいくつかにはオールポートの偏見について彼が社会心理学に持った関心の幾ばくかが反映されているのをみることができる。